# هتفیلد برود اوک
هتفیلد برود اوک (به انگلیسی: Hatfield Broad Oak) یک روستا در بریتانیا است که در Hatfield Broad Oak واقع شده‌است. هتفیلد برود اوک ۱٬۲۷۶ نفر جمعیت دارد.